# ألفونسو هودج
ألفونسو هودج (بالإنجليزية: Alphonso Hodge)‏ هو لاعب كرة القدم الكندية أمريكي، ولد في 30 مايو 1982 في كليفلاند في الولايات المتحدة.